# Kabuki Warriors
Kabuki Warriors (斬 歌舞伎 Zan Kabuki) es un videojuego de lucha de 2001 lanzado para la Xbox, poco después del lanzamiento de la consola. Fue publicado por Crave Entertainment, y codesarrollado por Genki y Lightweight.

## Jugabilidad
El juego presenta una temática de teatro kabuki, donde los jugadores controlan a actores de kabuki que luchan en el escenario. Cuenta con un solo botón de ataque y un "medidor de rendimiento" que registra qué tan bien los jugadores interactúan con el público (ganando más dinero en el modo Tour).
El modo de juego principal es el Tour, en el que los jugadores viajan por Japón con su tropa y luchan en partidas de 3 contra 3 para ganar dinero (para viajar más rápido). Los ganadores pueden intercambiar guerreros para fortalecer su equipo.

## Recepción
El juego recibió críticas "desfavorables" según el agregador de análisis de videojuegos Metacritic. Es considerado uno de los peores videojuegos de todos los tiempos. Las quejas se dirigieron a una falta de variedad entre los personajes y los entornos, gráficos terribles, un conjunto de movimientos muy limitado y solo se utilizó un botón para los ataques. GameSpot le dio la distinción de ser nombrado "El peor juego de 2001".
Edge, otorgando al juego su primera calificación de uno de cada diez en la historia de la publicación, lo describió de esta manera: "Esto no es kabuki. Es Yie Ar Kung-Fu con colorete". Andy McNamara, de Game Informer, dijo: "Francamente, este juego es una broma. Los luchadores a los que te enfrentas desde el principio son tan fáciles de vencer, que literalmente gané una partida que golpeaba el control contra mi trasero. Desearía estar bromeando, pero el puntaje es en serio Kabuki Warriors cero, mi trasero uno. Algunos de los guerreros son geniales a la vista con su vestimenta elaborada y su danza auténtica, pero la lucha es patética". NextGen lo llamó "un buen ejemplo de un juego de lucha realmente malo". En Japón, Famitsu le dio una puntuación de 20 sobre 40.